# چنجو
چنجو (به ایتالیایی: Cengio) یک کومونه در ایتالیا است که در استان ساونا واقع شده‌است.
 چنجو ۱۸٫۸ کیلومتر مربع مساحت و ۳٬۷۴۴ نفر جمعیت دارد و ۳۶۰ متر بالاتر از سطح دریا واقع شده‌است.